# Droga wojewódzka 856
Die Droga wojewódzka 856 (DW856) ist eine 15 Kilometer lange Droga wojewódzka (Woiwodschaftsstraße) in der Woiwodschaft Karpatenvorland in Polen. Die Strecke im Powiat Stalowowolski verbindet zwei weitere Woiwodschaftsstraßen.

## Streckenverlauf
Woiwodschaft Karpatenvorland, Powiat Stalowowolski
-  Antoniów (DW854)
-  Radomyśl nad Sanem
-  Rzeczyca Długa (DW855)